# Alexander Gerndt
Alexander Clas Robin Gerndt, född 14 juli 1986 i Visby, är en svensk före detta fotbollsspelare (anfallare).

## Spelarkarriär
Alexander Gerndt kom till AIK från Visby IF Gute inför säsongen 2007. Gerndt är anfallare men har även spelat som mittfältare delvis i träningsmatcherna under försäsongen. Hans första allsvenska match var borta mot Malmö FF den 28 april 2007.
År 2010 blev Gerndt skyttekung i Allsvenskan med 20 mål, fördelade på 8 för Gefle IF och 12 för Helsingborgs IF. Han blev därmed den förste skyttekung som gjort mål för två klubbar under samma säsong. Han fick därpå pris som "årets allsvenska spelare" vid Fotbollsgalan 2010. Övergången till Helsingborg skrevs på i juli 2010 med ett 3,5-årskontrakt.
I november 2010 blev Gerndt för första gången uttagen till A-landslaget inför träningsmatchen mot Tyskland senare samma månad. 5 minuters speltid efter ett byte med Kim Källström blev det för debutanten. I Sveriges EM-kvalmatch borta mot Moldavien den 3 juni 2011 hoppade Gerndt in i slutet av matchen och fastställde 4–1-resultatet i 88:e minuten. Detta i sin 6:e A-landskamp. 
I juli 2011 – fyra dagar efter sin 25-årsdag och med två och ett halvt år kvar på kontraktet med Helsingborg – skrev Gerndt på ett fyraårskontrakt med FC Utrecht som trädde i kraft 1 augusti samma år. Övergångssumman meddelades inte officiellt, men Helsingborg medgav att affären var den största i klubbens historia. Obekräftade uppgifter menade att övergångssumman skall ha varit cirka 35 miljoner kronor, med en årslön kring 8 miljoner kronor för Gerndt. I sin avskedsmatch, Skånederbyt Helsingborg-Malmö, blev Gerndt utvisad. Totalt blev det 31 allsvenska matcher för Gerndt i Helsingborg med facit 28 poäng, varav 19 mål.
Den 31 januari 2013 meddelade holländska media att Gerndt skulle lämna Utrecht efter ett och ett halvt år i klubben för Young Boys för 20 miljoner.
Den 2 augusti 2017 skrev Gerndt på ett tvåårskontrakt med schweiziska klubben FC Lugano.  I februari 2019 förlängde han sitt kontrakt fram till sommaren 2021.
Den 4 juli 2021 värvades Gerndt av FC Thun, där han skrev på ett ettårskontrakt med option på ytterligare ett år.
Efter att ha varit klubblös en tid spelade Gerndt för FC Lugano II I Schweiziska tredjeligan säsongen 2022/2023. 

## Avstängning
13 december 2011 dömdes Gerndt till villkorlig dom och 80 000 kronor i dagsböter för misshandel och ringa misshandel av sin hustru. Samma månad stängdes han av från allt spel i svenska landslaget på grund av domen, en dom han överklagade. I april 2012 hävdes avstängningen.

## Statistik

### Seriespel
FC Lugano II (matcher och mål)
- 2022–23: 14 / 1

#### FC Utrecht (matcher och mål)
- 2011–12: 23 / 7

#### Helsingborgs IF (matcher och mål)
- 2011: 16 / 7
- 2010: 15 / 12

#### Gefle (matcher och mål)
- 2010: 14 / 8
- 2009: 26 / 3
- 2008: 7 / 0

### Landskamper

#### Sveriges A-landslag (matcher och mål)
- 2011: 10 / 2
- 2010: 1 / 0 [13]

#### Landslagsmål
- 1. Botswana – Sverige 1–2, 19 januari 2011. Gerndt gjorde 0–1 (matchfakta).
- 2. Moldavien – Sverige 1–4, 3 juni 2011, Gerndt gjorde 1–4.